# Mad Decent
Mad Decent — американская компания звукозаписи, основанная диджеем Дипло. Лейбл популяризировал жанр электронной танцевальной музыки мумбатон, созданный диджеем Дэйвом Нада. В 2012 году Фрэнсис Диллон записал сингл «Que Que» совместно с Дипло, который был выпущен на Mad Decent.

## История
Mad Decent был основан в 2005 году диджеем Дипло. В 2010 году лейбл перенесли из Филадельфии в Лос-Анджелес.
В 2012—2013 годах лейбл приобрёл широкую востребованность благодаря синглу Harlem Shake диджея Baauer, клип стал вирусным по просмотрам на YouTube.
С 2008 года от имени лейбла Mad Decent было отыгранно несколько концертов под названием «Mad Dacent Block Party» по всей стране.
Первые концерты были не такими масштабными. Мероприятие делалось для того, чтобы показать глобальную популярность танцевальной музыки. Список артистов, желавших записываться на лейбле, только пополнялся, группы Matt and Kim и Outkast также записывались на лейбле.
В ночь на Рождество 2013 года лейбл переиздал различные синглы, смешав их с рождественскими песнями. Восемь синглов были добавлены в мини-альбом «A Very Decent Christmas». Mad Decent выпустил четыре рождественских альбома.
В 2015 лейбл выпустил релиз песни Major Lazer «Lean On» совместно с DJ Snake & MØ, Spotify отметил, что копий сингла было продано очень большое количество только за один год.
В 2016 году руководство Mad Decent основали дочерний лейбл Good Enuff.

## Исполнители
- 4B[14]
- Ape Drums[англ.]
- Bad Royale[англ.]
- Big Fish
- Bishu
- Blaqstarr
- Bonde do Rolê[англ.]
- Boombox Cartel
- Bosco Delrey
- Brizlly
- Caplypso Rose
- Carmada[англ.]
- Cesqeaux
- Chase
- CMC$[англ.][15]
- Crookers[англ.]
- Daktyl
- Dawn Golden
- DJ Snake
- Фрэнсис Диллон
- Дипло
- Dirty Audio
- Dombresky
- Dugong Jr
- Eartheater
- FKi 1st[англ.]
- Fossa Beats
- Full Crate[англ.]
- Gent & Jawns
- Ghastly
- GKR
- Grandtheft[англ.]
- GTA
- Habstrakt
- Hasse de Moor
- Henrik The Artist
- Herobust[англ.]
- Jack Ü
- Jackal
- Jarina De Marco
- Jauz
- Lady Bee
- Lido[англ.] & Santrll
- Liz[англ.]
- Major Lazer
- MHD
- Mr Eazi[англ.]
- Myrne
- NGHTMRE
- NYMZ
- Омар Сулейман[англ.]
- Party Favor[англ.]
- PO PO
- Poppy
- Ricardo Drue
- Ricky Remedy
- Rickyxan
- Riff Raff[англ.]
- Сак Ноэль
- Шон Пол
- Slander[англ.]
- Sleepy Tom[англ.]
- Slumberjack
- Slushii[англ.]
- SNKM[англ.]
- SpydaT.E.K
- Starrah[англ.]
- Swizzymack
- The Frightnrs
- Tropkillaz
- TroyBoi
- Two Fresh
- Ticklah
- Unlike Pluto
- Валентино Хан[англ.]
- Wax Motif[англ.]
- White Gangster
- Wuki[англ.]
- Yellow Claw
- Zebra Katz[англ.]
- Zeds Dead[англ.]